# Oued El Berdi
Oued El Berdi est une commune de la wilaya de Bouira en Algérie.